# Juliusz Schauder
  Juliusz Schauder  (polonès: Juliusz Paweł Schauder)  (Lviv, 21 de setembre de 1899 - Lviv, 1943) va ser un matemàtic polonès.

## Vida i Obra
Schauder va néixer en una família jueva a Lemberg, quan aquesta ciutat formava part de l'Imperi Austrohongarès (actualment es diu Lviv i forma part d'Ucraïna). El 1917 va acabar els seus estudis secundaris i va ser mobilitzat durant la Primera Guerra Mundial, combatent a Itàlia, on va ser fet presoner. Acabada aquesta guerra es va allistar en l'exèrcit del general Józef Haller per combatre en la guerra poloneso-soviètica. El 1919 va començar els seus estudis de matemàtiques a la universitat de Lwów (la mateixa Lviv o Lemberg, aleshores polonesa), en la qual va obtenir el doctorat el 1923.
A partir de l'any següent va començar a treballar de professor de secundària i el 1928 va obtenir l'habilitació docent universitària. Però tot i que va començar a donar classes a la universitat, els seus ingressos de la universitat eren tan magres que va necessitar continuar fent de professor de secundària. El curs 1932-33 va obtenir una beca per estudiar a la universitat de Leipzig i a la universitat de París amb Jacques Hadamard. Mentre era a París va conèixer el matemàtic Jean Leray, amb qui va iniciar una fructífera col·laboració. El 1935 va ser reconegut com assistent senior del professor Hugo Steinhaus, però el seu ple reconeixement com professor titular només va arribar el 1939 amb l'ocupació soviètica de la ciutat.
Malauradament aquesta nova situació va durar poc: l'ocupació de la ciutat per l'exèrcit nazi el 1941, va iniciar la persecució dels jueus. Schauder després d'amagar-se durant dos anys va ser detingut per la policia nazi i va ser mort en circumstàncies no aclarides la tardor de 1943. La seva dona va ser deportada al camp de concentració de Majdanek, on va morir, i la seva filla va escapar del mateix destí, perquè va se amagada per unes monges en un convent.
La major part de la seva recerca matemàtica va ser en el camp de l'anàlisi funcional, com ho va ser gran part de l'obra dels matemàtics de l'escola de Lwów. Schauder és recordat pel seu teorema del punt fix de Schauder (una eina important per demostrar l'existència de solucions en diversos problemes), per la base de Schauder (generalització d’una base ortonormal dels espais de Banach) i pel principi de Leray-Schauder (una manera d'establir solucions de les equacions diferencials parcials a partir d'estimacions a priori).